# 五股坑
五股坑，是台灣新北市五股區的一個地名，也是全區行政中心所在地，位於該區中西部，範圍大致包括五龍里、成泰里西北半部、民義里西南部除外部分、六福里、陸一里、五福里、五股里。

## 歷史
台灣清治末期至日治前期，五股坑地區為一街庄，稱為「五股坑庄」，隸屬於八里坌堡。該庄北與小八里坌庄為鄰，東與觀音坑庄、洲仔庄為鄰，東南與更藔庄相鄰，南邊為水碓庄、石土地公庄，西邊為菁埔庄、下罟仔庄。
1920年（日治大正九年），該庄改制為「五股坑」大字，隸屬於臺北州新莊郡五股庄，大字下有「五股坑」、「冷水坑」、「壟釣坑」小字名。戰後五股庄改制為五股鄉，隸屬於臺北縣，大字亦改制為村。2010年12月臺北縣改制為新北市，五股鄉改制為五股區，村改制為里。

## 交通
縣道107號（成泰路二段）大致以南北向經過五股坑地區東部，往北可前往成子寮，往南可前往泰山、樹林。縣道107甲（新五路二段）是在本地區與其並行的支線，往北亦可前往成子寮，往南可前往中山高速公路五股交流道、新莊。
縣道108號（五林路、民義路、中興路四段）除最西段（五林路）外大致以西北－東南向穿越本地區，往東南可前往蘆洲、三重，往西南轉西可前往林口、蘆竹。

## 學校
- 五股國中
- 五股國小